# 4-й гуркхский стрелковый полк
4-й гуркхский стрелковый полк (англ. 4 Gorkha Rifles, хинди ९ गुरखा राइफल्स, аббревиатурное сокращение — 4GR) — воинское подразделение армий Британской Индии, а затем независимой Индии, личный состав которого состоит из лиц непальской национальности, преимущественно магаров и гурунгов. Сформирован в 1857 году в составе Британской Индийской армии, в 1947 году после раздела Британской Индии, наряду с ещё пятью гуркхскими полками, вошёл в сухопутные войска Индии. До этого момента носил название 4-й собственный принца Уэльского гуркхский стрелковый полк. За свою полуторавековую историю формирование принимало участие во множестве конфликтов, таких как вторая англо-афганская война, восстание боксёров, Первой и Второй мировых войнах, в различных операциях по борьбе с повстанческим движением в независимой Индии, а также во всех индо-пакистанских войнах и китайско-индийском пограничном конфликте. Кроме того, полк участвовал в миротворческих миссиях под эгидой ООН.

## История подразделения

### Ранняя история

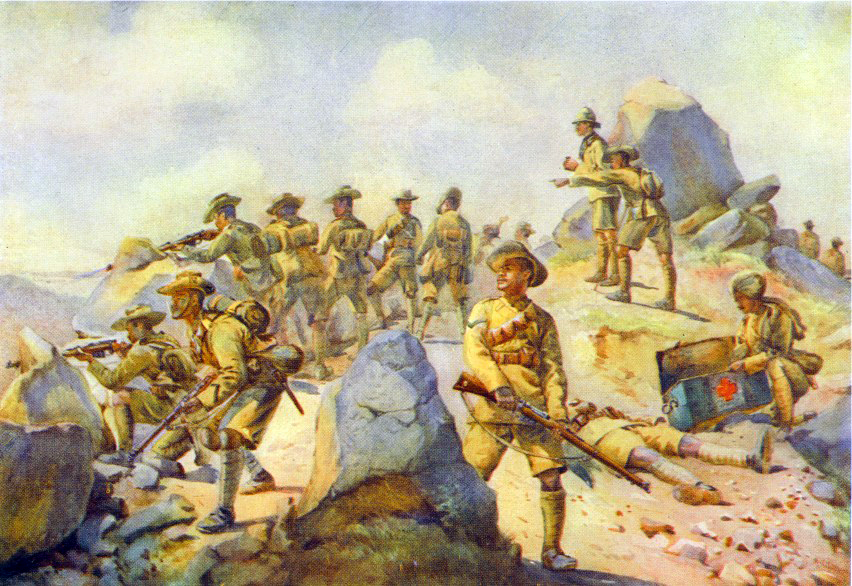
Картина кисти майора А. Ловетта «4-й гуркхский стрелковый полк. Арьергардный бой». 1909 год

В 1857 году, ввиду лояльности гуркхов Британской короне в период восстания сипаев, было принято решение об увеличении численности гуркхских формирований за счёт создания новых полков. Сначала новая боевая единица была известна под названием Дополнительный гуркхский полк, чуть позже ставший называться 19-й бенгальский туземный пехотный полк. Существовавший до этого одноимённый полк Бенгальской армии был расформирован за участие в восстании 1857 года. В конечном счёте, в октябре 1861 года, формирование обрело название — 4-й гуркхский полк.
В 1866 году Гуркхским кантонментом у раджы Чамбы за 5000 рупий было приобретено два участка земли на плато в Баклохе и Балуне под строительство кантонментов для британских войск вместе с территорией под дорогу, соединяющую эти два военных городка. Горная станция Баклох оставалась домом, штаб-квартирой и пунктом снабжения для 4-го гуркхского полка в течение 82 лет, с 1866 по 1948 год.

### 1857—1914
Первым крупным испытанием для полка стала вторая англо-афганская война, где подразделение проходило службу на северо-западной границе. Позднее полк принимал участие в подавлении восстания боксёров в Цинском Китае.
В 1903 году, в ходе боевых операций в Британском Сомали, первый и единственный раз за всю историю формирования военнослужащий полка был удостоен креста Виктории. Капитан Уильям Джордж Уокер, на тот момент прикомандированный к Биканерскому верблюжьему корпусу, рискуя своей жизнью, спасал раненого офицера.

### Первая мировая война

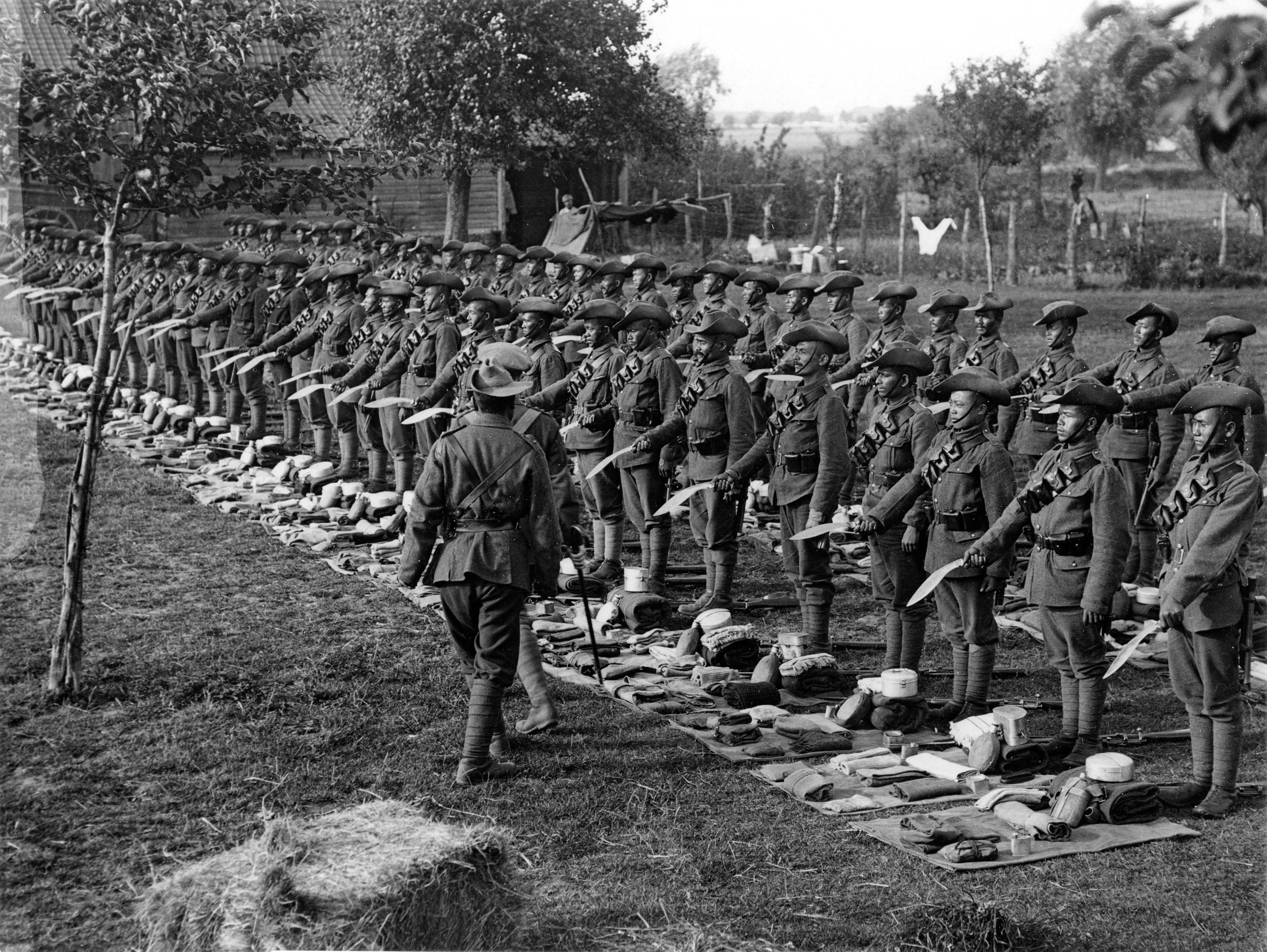
Досмотр обмундирования и снаряжения (а также ножей-кукри) в 1-м батальоне (1/4 GR) во Франции. 24 июля 1915 года

С началом Первой мировой войны, 1-й батальон полка (традиционное сокращение — 1/4 GR) был переброшен во Францию в составе 9-й (Сирхиндской) бригады 3-й (Лахорской) дивизии 1-го Индийского корпуса, где в это время формировались Индийские экспедиционные войска А, Британских экспедиционных сил. Сирхиндская бригада состояла из одного британского пехотного батальона (1-й батальон Лёгкого пехотного полка горцев), одного индийского (из 125-го полка Нейпирских стрелков) и двух гуркхских (два 1-х батальона 1-го и 4-го полков). 1/4 GR батальон прибыл в Марсель из Египта 30 ноября и был поспешно переброшен на фронт в декабре 1914 года, где поучаствовал в битвах при Живенши, Нев-Шапель и Ипре. После чего был отправлен в Галлиполи, где высадился 1 сентября 1915 года, покинул Галлипольский полуостров 19 декабря 1915 года. В апреле 1916 года вместе с 3-й (Лахорской) дивизией был переброшен в Месопотамию.
2-й батальон в это время воевал в Месопотамии.
Приказ о формировании 3-го батальона был отдан, но из-за канцелярской ошибки он формировался как 4-й батальон 3-го гуркхского стрелкового полка.
С 1924 года полк стал называться 4-й собственный принца Уэльского гуркхский стрелковый полк, принц Уэльский при этом являлся почётным командиром подразделения.

### Вторая мировая война
Воинская часть участвовала в боях на нескольких театрах военных действий Второй мировой войны, таких как Ближневосточная, Североафриканская, Итальянская кампании, сражениях в юго-восточной Азии. В ходе этого вооружённого конфликта в Баклохе были сформированы 3-й (15 ноября 1940 года) и 4-й (15 марта 1941 года) батальоны (3/4 GR и 4/4 GR).

#### Бирманская кампания
Три из четырёх батальонов полка прошли сквозь Бирманскую кампанию.
1-й батальон (1/4 GR) на ранних этапах кампании находился в составе 17-й пехотной дивизии принял участие в известном сражении за Ситаунский мост. В этом бою и в последующем отступлении в Индию подразделением командовал подполковник Уолтер «Джо» Лентайн, где оно влилось в состав нового спецподразделения глубокого прорыва обороны — «Чиндиты», под руководством генерал-майора Орда Уингейта. Позднее, в битве при Импхале батальон был практически уничтожен, почти полностью потеряв свой офицерский состав.

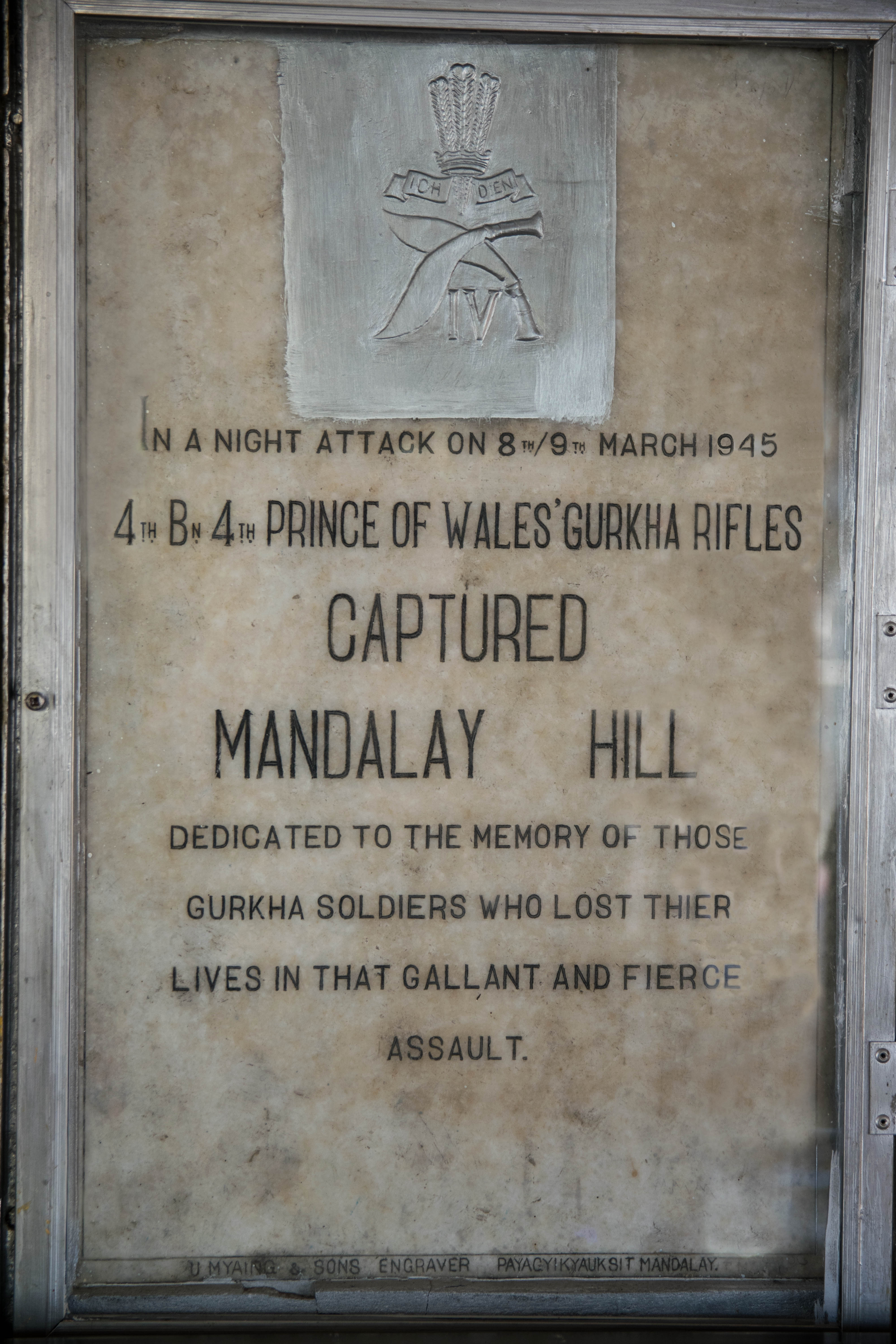
Мемориальная доска 4-му батальону (4/4 GR) на Мандалайской высоте

3-й батальон (3/4 GR). Ядром нового подразделения послужили военнослужащие из первого и второго батальонов, каждый из которых выделил по 200 человек рядового состава и по 3 офицера. Остальной штат был наполнен за счёт новых призывников. Первый аттестационный парад прошёл 15 марта 1941 года. Вскоре после этого он был направлен в Чаман, Белуджистан, где влился в Ходжакскую бригаду. После чего занимал оборонительные позиции между Читралом и Дуздхапом, на границе Британской Индии и Ирана, чтобы противостоять вероятным угрозам со стороны нацистской Германии или СССР. 16 июня 1943 года батальон был передан 111-й индийской пехотной бригаде и прошёл вместе со всей бригадой курс подготовки к ведению боевых действий в условиях тропической местности в Сагаре под командованием «Джо» Лентайна. По завершении бригада воевала в составе «Чиндитов» в Британской Бирме. В 1944 году, после гибели Орда Уингейта бригадир Лентайн возглавил общее руководство спецподразделением. Новым командиром 111-й бригады стал майор Джон Мастерс.
4-й батальон (4/4 GR) первых шесть месяцев своего существования провёл в Баклохе, после чего был отправлен в Ахмеднагар, на формирование 62-й индийской пехотной бригады, вскоре вошедшей в состав 19-й пехотной дивизии. В этот период у батальона не было техники; в нём не хватало даже оружия, и он был далёк от боевой готовности. Дивизия долгое время выполняла обязанности по обеспечению внутренней безопасности и занималась боевой подготовкой личного состава. В сентябре 1943 года 4/4 GR батальон перевели в подчинение 98-й индийской пехотной бригады той же дивизии. В июле 1944 года дивизия была переброшена на бирманский фронт. Там батальон принял участие в битве за Мандалай, где отличился при взятии Мандалайской высоты в ночь с 8 на 9 марта 1945 года.

#### Ирак, Сирия, Италия

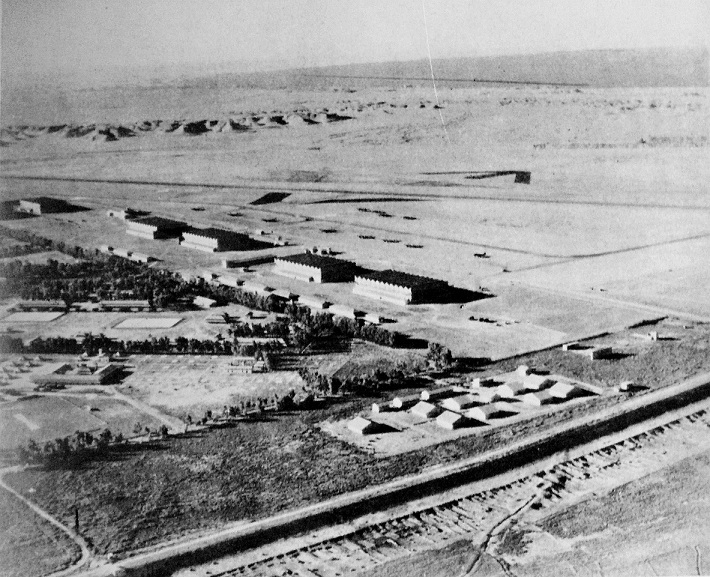
Авиабаза Хаббания в 1941 году

2-й батальон (2/4 GR) проходил службу в Ираке и Сирии. Перед лицом растущих угроз Ираку после падения Франции, батальон отбыл из порта Карачи и высадился на берегах Шатт-эль-Араб 5 мая 1941 года. Там он стал частью 10-й индийской пехотной дивизии бригадного генерала Уильяма Слима. Почти весь младший офицерский состав был из числа лиц досрочно получивших офицерское звание. В ночь на 24 мая 1941 года гуркхи участвовали в операции по зачистке Басры и районов к северу от города, вдоль западного берега реки Евфрат. На следующий день, 25 мая 1941 года, батальон был переброшен по воздуху в центр страны на усиление гарнизона авиабазы Королевских ВВС Хаббания, которой в этот момент угрожали иракские наземные войска и немецкие люфтваффе, базировавшиеся в Мосуле и Багдаде.
После успешного завершения Иракской кампании, в июне 1941 года батальон был развёрнут в Сирии, вдоль сирийско-турецкой границы, для ведения боевых действий против Вишистской Франции. Там он участвовал в захвате Дейр-эз-Зора и в оккупации Ракки.
По окончании Сирийской операции 2/4 GR отправился в Северную Африку, где был разгромлен двумя батальонами берсальеров итальянской дивизии «Тренто» при штурме укреплений Мерса-Матрух 29 июня 1942 года. Впоследствии был восстановлен, переброшен на Кипр и сражался в Итальянской кампании.

## Полковой центр
Полковой центр был сформирован 15 ноября 1940 года в Балкохе. Первым комендантом был полковник Оуэнс, который руководил центром в течение пяти лет во время Второй мировой войны.

### Переходный режим 1947—1948 годов
В 1947 году, незадолго до обретения Индией независимости, все гуркхские полки, получили приказ от главнокомандующего индийской армией о том, что полки, которые предпочитают остаться в составе индийской армии, должны были сохранить своё имущество в целости и сохранности, в том числе кухню-столовую и полковую кассу. Зачастую британские офицеры многих гуркхских полков, не выполняли эти инструкции и стремились передать денежные средства и имущество в Англию до 15 августа 1947 года. 4-й гуркхский стрелковый полк также сумел передать часть средств полка до дня независимости. Эти полковые средства были использованы для финансирования военного мемориала, для публикации 3-го тома полковой истории, а 8000 рупий были использованы для доставки в Англию и повторной установки мемориальной доски с церкви Святого Освальда в Баклохе.
Последним британским комендантом центра был полковник Дэвидсон, бывший офицер 2-го батальона 2/4 GR, который провел большую часть Второй мировой войны в качестве японского военнопленного. Он возглавил центр на три месяца 1 января 1948 года. 18 января 1948 года Дэвидсон передал центр первому индийскому коменданту подполковнику Раджбиру Чопре, бывшему военнослужащему Раджпутского полка, но оставался его советником до 27 марта 1948 года.
В 1948 году из 50 индийских офицеров, отправленных в гуркхские полки из Индийской военной академии на замену уходящих британских офицеров, 9 молодых выпускников были отправлены в Баклох. Пополнение прибыло в полковой центр 4 января 1948 года, в тот же день, что и полковник Дэвидсон. Из этих девяти человек 6 остались в полку, остальные были отправлены в другие полки после непродолжительного пребывания в Баклохе.

### Переезд из Баклоха
После раздела Индии в 1947 году полковой центр и склад 4-го стрелкового гуркхского полка был переведен из Баклоха сперва в Дхарамсалу, затем в Чакрату и, наконец, в апреле 1960 года — в Сабатху. В кантонменте Сабатху центр 4-го полка был объединён с центром 1-го гуркхского стрелкового полка в сводный Первый и Четвёртый гуркхский учебно-тренировочный центр (14 GTC).

## Батальоны полка

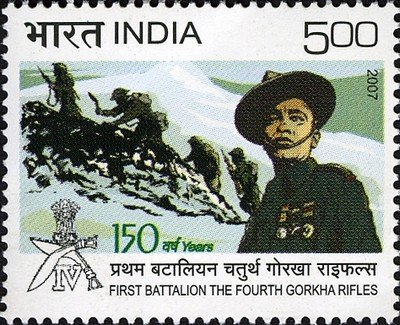
Почтовая марка Индии, выпущенная в 2007 году к 150-летнему юбилею первого батальона (1/4 GR)

В этой главе приведены сведения о дате формирования подразделения и его активности в период независимости Индии.

### 1-й батальон (1/4 GR)
Был сформирован в Питхорагархе, в 1857 году.
В 2002 году батальон был отмечен в донесении начальника штаба Сухопутных войск Индии за свои успешные антитеррористические действия в округе Купвара, штата Джамму и Кашмир. Формирование было удостоено похвалы за нейтрализацию 94 иностранных террористов в Тангдхаре, Панзгаме и Лолабе, безвозвратно потеряв при этом всего двух своих человек.

### 2-й батальон (2/4 GR)
Был сформирован в Баклохе, в 1886 году.
В период первой индо-пакистанской войны, в июне—июле 1948 года, в ходе операции «Эраз» 2-й батальон (2/4 GR) совместно с 1-м батальоном Гренадерского полка вытеснили противника из долины Гурез и населённого пункта Канзалван, тем самым ликвидировав угрозу Сринагару с севера. В 1998—1999 годах батальонная группа 2/4 GR под командованием полковника Батабьяла была развёрнута в рамках миротворческой миссии ООН в Ливане в составе ЮНИФИЛ в районе Эбл-эль-Саки вдоль границы между Израилем и Ливаном на Голанских высотах. В настоящее время батальон размещается в кантонменте Дипатоли в городе Ранчи.

### 3-й батальон (3/4 GR)
Был сформирован в Баклохе осенью 1940 года.
Батальон отличился во время Сиаченского конфликта, в период с 20 по 24 сентября 1987 года. Он деблокировал восьмерых солдат Джамму-Кашмирского пехотного полка на горном перевале Билафонд-Ла ледника Сиачен на высоте 6100 метров над уровнем моря, а затем отражал атаки пакистанской армии, которые закончились утром 24 сентября отступлением. За 4 дня боёв на Билафонд-Ла 3/4 GR потерял 13 человек убитыми и 23 ранеными. За свою отвагу, стойкость и решимость в тяжёлых условиях личный состав был награждён тремя медалями Маха Вир Чакра (2 из которых посмертно), пятью медалями Вир Чакра (2 — посмертно) и двумя медалями Сена, был единожды упомянут в донесении начальника штаба Сухопутных войск Индии и трижды в донесениях армейского командования.

### 4-й батальон (4/4 GR)
Был сформирован в Баклохе 15 марта 1941 года. Как в случае с 3-м батальоном источником опытных военнослужащих выступили 1-й и 2-й батальоны. Половина призывников принадлежала к гурунгам и магарам, вторую составляли представители народностей лимбу и раи. После окончания Второй мировой войны он был демобилизован в кантонменте Дэльхози, прощальный парад состоялся в полковом центре, в Баклохе, 18 октября 1946 года. За 9 с половиной месяцев боевых действий батальон потерял 97 человек убитыми (4 гуркхских офицера и 93 из числа унтер-офицерского и рядового состава) и 298 ранеными (7 британских офицеров, 5 гуркхских офицеров и 286 из числа унтер-офицерского и рядового состава).
В ноябре 1962 года после пограничного конфликта с Китаем батальон был восстановлен.

### 5-й батальон (5/4 GR)
Также был создан на фоне китайско-индийской пограничной войны. Формирование состоялось 1 января 1963 года в кантонменте Амбала, штат Харьяна. В начале того же года начальник Генерального штаба генерал-полковник Моти Сагар, в прошлом  офицер 4-го гуркхского стрелкового полка, приказал перебросить железнодорожным транспортом новый, ещё не закончивший своё формирование, батальон в Баклох. Решение было продиктовано желанием сохранить преемственность, в старом полковом центре проходило формирование всех предыдущих батальонов (за исключением первого), а также хорошими тренировочными условиями и умеренной погодой.
В декабре 1964 года 5/4 GR передислоцировался в Самбу, штат Джамму и Кашмир. Весной 1965 года между Индией и Пакистаном произошёл пограничный конфликт из-за пустынной территории Большой Качский Ранн. В свете угрозы его разрастания, в апреле 1965 года батальон был переведен ближе к государственной границе и включён в состав 168-й бригады 26-й пехотной дивизии 1-го армейского корпуса. С началом пакистанского вторжения, к 4 сентября 1965 года, сконцентрировался в междуречье Рави и Чинаба для контрнаступления в направлении Сиалкота. Этот эпизод вошёл в историю как сражение при Пхиллоре. Прикрывая северный фланг наступления 1-й танковой дивизии, батальон имел боевую задачу в ночь 7 на 8 сентября взять штурмом высоту между пакистанскими деревнями Анула и Баджрагархи. Вторым этапом следовало захватить Баджрагархи. В 23:00 батальон пересёк государственную границу и приступил к выполнению боевой задачи. Пакистанское ополчение, оборонявшее этот участок, не оказало серьёзного сопротивления и покинуло свои позиции. Как следствие, достигнув своей первичной цели, батальон, развивая успех, уже к 5:39 утра 8 сентября захватил обе деревни. В то же время, в виду неясности боевой обстановки и несогласованности действий, был обстрелян собственной артиллерией в Баджрагархи, осуществлявшей согласно изначальному плану огневую поддержку штурма уже взятой деревни. Вследствие этой ошибки подразделение понесло тяжёлые потери: 8 человек было убито, 17 ранено (включая командира батальона). По причине высоких потерь в последующих боевых действиях батальон не принимал. Когда наступление 1-го армейского корпуса, 5/4 GR занимал оборонительные позиции в полосе от реки Айк-Наллах до деревни Раджа-Харпал, у железной дороги на Сиалкот и в районе Бхаговала.
По завершении войны, к концу февраля 1966 года, батальон был выведен в довоенное место дислокации.

## Историческая униформа и традиции

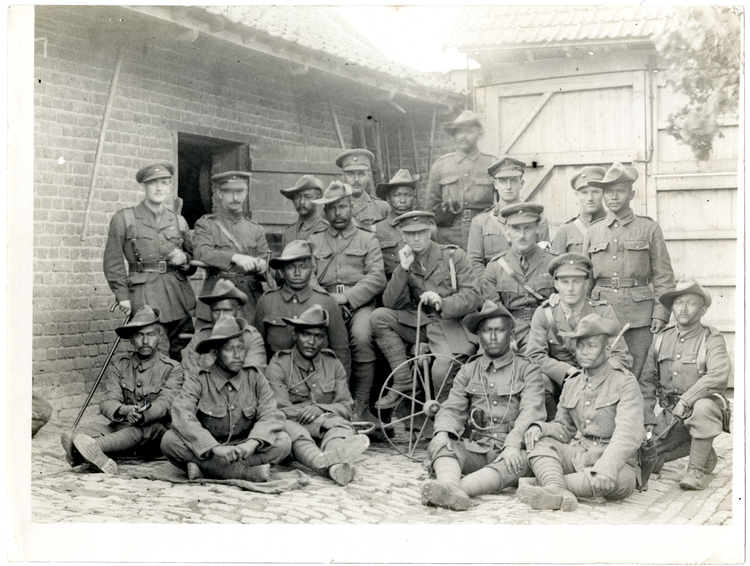
Группа британских и индийских офицеров 1-го батальона (1/4 GR) во Франции. 24 июля 1915 года

Первой униформой полка в хаотический период 1857—1858 года была импровизированная одежда, окрашенная кустарным способом на базаре в коричневато-зелёный защитный цвет. В дальнейшем для всех гуркхских полков была введена тёмно-зелёная униформа с чёрными манжетами и круглой килмарнокской фуражкой без козырька. Вместе с чёрными металлическими пуговицами и знаками различия эти предметы оставались атрибутами парадной формы полка до наших дней. В качестве повседневного головного убора использовались широкополые шляпы с прямыми либо загнутыми краями. С 1873 года в жаркую погоду стали носить хаки-тик. В своих мемуарах бывший командир второго батальона (2/4 GR) Джон Мастерс отмечал, что после Первой мировой войны исторический зелёный цвет был сохранён только для мундира офицеров и парадной формы волынщиков и служащих кухни-столовой. Офицерский состав 4-го гурхкского стрелкового полка, в отличие от других полков Индийской армии унаследовал британскую манеру крепления шнурка офицерского свистка на кителе. Целью такой схемы является облегчение использования свистка левой рукой, в то время как правая рука остаётся свободной для использования сабли. В целом сама форма и знаки отличия — спартанские. В полку гордятся её простотой и пренебрежением к помпезности и чопорности. Знак различия «4 GR», выполненный из чёрного металла, носится на погонах всеми рангами.
Во время парадов полк марширует со скоростью 180 шагов в минуту, тот же темп передвижения на церемониях присущ и другим стрелковым полкам Индийской армии.
Ежегодно отмечается день полка. Он приходится на 11 марта и приурочен к дате боя первого батальона в сражении при Нев-Шапель 1915 года и ко дню вступления второго батальона в Багдад в 1917 году.

### Символика
Эмблема полка представляет собой два скрещённых ножа-кукри, при этом один из них обращён рукояткой вверх, второй — вниз. Под местом перекрещения, между рукояткой ножа направленного вверх и лезвием ножа направленного вниз, размещена римская цифра 4, а над местом перекрещения — эмблема Индии в виде «Львиной капители» Ашоки. В период существования полка до 1947 года вместо капители была эмблема принца Уэльского — плюмаж из трёх страусовых перьев.
Девиз подразделения — «Лучше погибнуть, чем жить, как трус». Боевой клич — «Айо горкали!» («Гуркхи здесь!»).

## Ассоциация офицеров 4-го гуркхского стрелкового полка
До недавнего времени существовали сразу две ассоциации для служащих и отставных офицеров 4-го гурхкского стрелкового полка: в Великобритании и Индии. Обе организации поддерживали тесные и активные отношения между собой.
Британская ассоциация была по своему размеру гораздо меньше индийской, и её размер постоянно сокращался по естественным причинам ухода из жизни ветеранов полка. Она была создана 13 июня 1947 года, по инициативе генерал-майора Артура Миллса. Её целью было сохранение традиций полка и памяти о нём. В этих рамках осуществлялась забота о Мемориальных садах гуркхов у церкви Святого Эгидия в общине Сток-Поджес района Саут-Бакс в графстве Бакингемшир. Индийская ассоциация сформировалась стараниями бывшего офицера полка, начальника управления снабжения и транспорта сухопутных войск Индийской армии, генерал-майора Г.С. Гилла. Возглавлял обе ассоциации, президент Ассоциации 4-го гуркхского стрелкового полка, который, как правило, являлся старшим отставным офицером полка, а зачастую и бывшим его командиром. Британское и индийское объединения вели между собой переписку, обмен воспоминаниями и визитами на юбилейные и памятные мероприятия. Последний визит британской группы офицеров состоялся в конце ноября 2011 года.
К 2013 году все английские ассоциации гуркхских полков Британской Индии были распущены. Оставшиеся к тому моменту в живых ветераны были отданы на попечение Ассоциации гуркхской бригады.
Индийская ассоциация офицеров с 1977 года выпускает ежегодный информационный бюллетень, состоящий из новостей ветеранов, статей и воспоминаний отставных и действующих офицеров, некрологи. Изначально вестник издавался только на английском языке, с 1999 года появились секции на непальском языке и хинди. Публикуется при поддержке сводного Первого и Четвёртого гуркхского учебно-тренировочного центра (14 GTC) в кантонменте Сабатху.

## Комментарии
1. ↑  До 1911 года в гуркхских полках крестами Виктории награждались только британские офицеры[5].
2. ↑  Первая цифра означает порядковый номер батальона, вторая — порядковый номер полка, GR — Gorkha Rifles, то есть — гуркхские стрелки.
3. ↑  Речь идёт о периоде до вступления СССР в антигитлеровскую коалицию.
4. ↑  Вторая по значимости военная награда Индии после Парам Вир Чакра, вручаемая в военное время. По состоянию на 2021 год, с момента учреждения в 1950 году ею было награждено всего 219 человек[21].
5. ↑  Третья по значимости военная награда Индии после Парам Вир Чакра и Маха Вир Чакра, вручаемая в военное время.
6. ↑  32°29′04″ с. ш. 74°42′07″ в. д.HGЯO
7. ↑  32°28′42″ с. ш. 74°41′44″ в. д.HGЯO
8. ↑  32°29′17″ с. ш. 74°39′38″ в. д.HGЯO
9. ↑  32°26′20″ с. ш. 74°40′13″ в. д.HGЯO